# Johann Jakob Wepfer

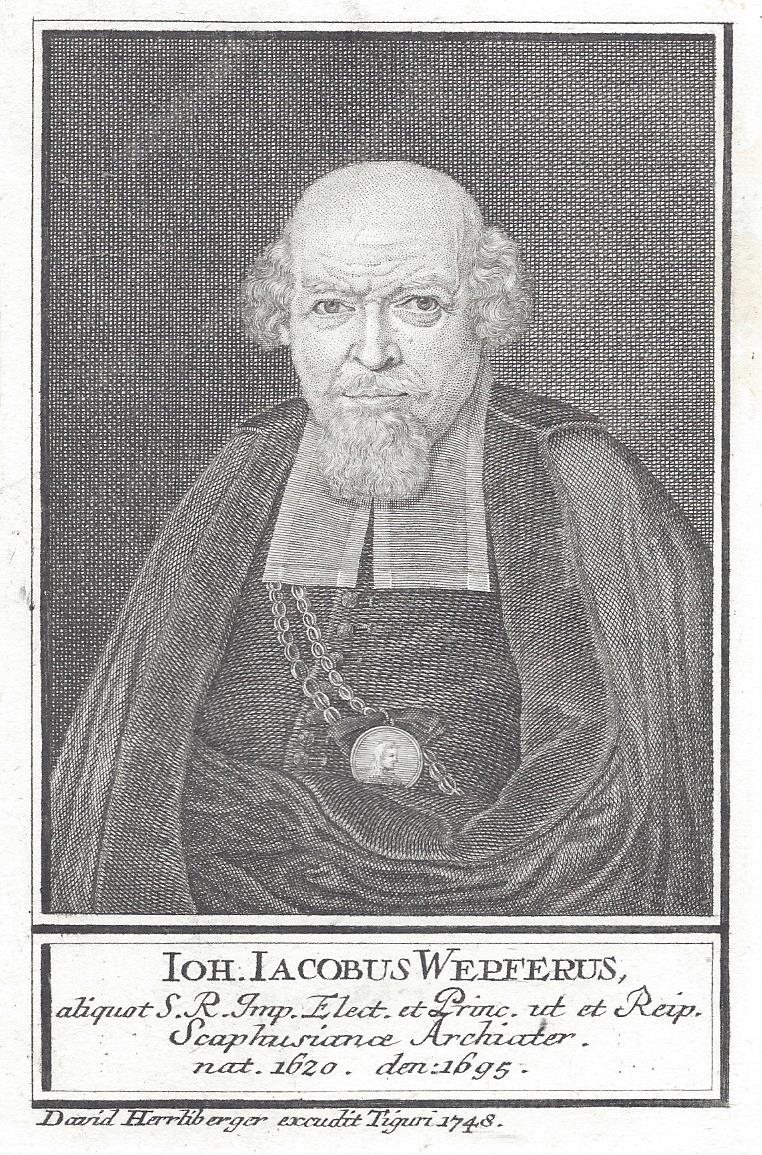
Johann Jakob Wepfer, Kupferstich von David Herrliberger, 1748

Johann Jakob Wepfer, auch Johann Jacob Wepfer (* 23. Dezember 1620 in Schaffhausen; † 28. Januar 1695 ebenda) war ein Schweizer Stadtarzt, Leibarzt und Anatom.

## Leben
Sein Vater war der aus Diessenhofen gebürtige Georg Michael Wepfer (1591–1659), Ratschreiber und Ratsmitglied in Schaffhausen.
Johann Jakob Wepfer studierte von 1638 bis 1646 Medizin in Straßburg, Basel, Padua und Rom. 1647 wurde er an der Universität Basel promoviert und praktizierte danach als Stadtarzt in Schaffhausen. 1650 Klosterarzt von Rheinau. 1675 wurde er Leibarzt der Herzöge von Württemberg und des Markgrafen von Baden-Durlach sowie 1685 des Kurfürsten von der Pfalz.
Er wird im Zusammenhang mit seinem Werk über die Anatomie der Blutgefässe und des Gehirns erwähnt. Er war der erste Arzt, der den Zusammenhang zwischen Schlaganfall und einer Blutung im Gehirn vermutete. Er erwähnte die Möglichkeit, dass die Verstopfung einer Hauptarterie des Gehirns die Symptome auslösen könnte. 1658 veröffentlichte er eine Sammlung klassischer Behandlungsmöglichkeiten für Schlaganfälle mit dem Titel Apoplexie.
Wepfer trug ebenso zur Fortentwicklung der experimentellen Pharmakologie und Toxikologie bei. Er machte neuartige Untersuchungen zur Wirkung von Giften auf Herz und Kreislauf. Er führte für die Entwicklung der modernen Arznei- und Giftprüfung wichtige (Tier-)Experimente zur Giftigkeit von Wasserschierling, Arsen und Eisenhut etc. durch. Sein bedeutendstes Werk auf diesem Gebiet ist das 1679 erschienene Historia cicutae aquaticae.
Seine umfangreiche Bibliothek wurde nach dem Tod seines Enkels 1747 für 600 Gulden nach Leiden verkauft.

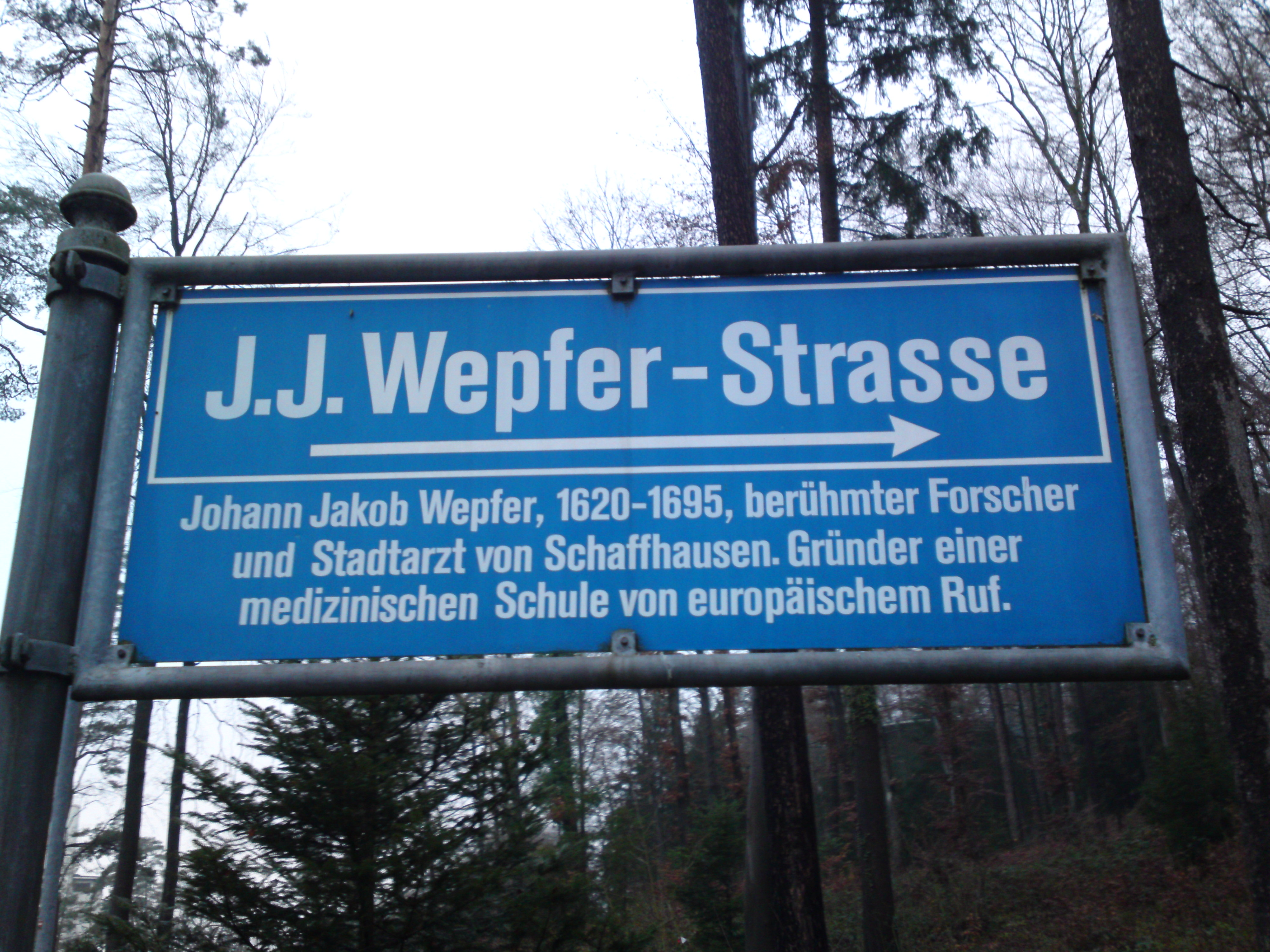
J. J. Wepfer-Strasse in Schaffhausen

Der Nachlass von Johann Jakob Wepfer mit Krankengeschichten, Gutachten und Briefen befindet sich in der Handschriftenabteilung der Zentralbibliothek Zürich.
Nach Johann Jakob Wepfer wurde die J. J. Wepfer-Strasse in der Nähe des Kantonsspitals in Schaffhausen benannt. Ein Kupferstich mit seinem Porträt von Johann Georg Seiller von 1688 nach einem Gemälde von Johann Melchior Roos ist überliefert.
Kontakte und Wissensaustausch hielt er unter anderem durch die Freie Schaffhauser Ärzteschule mit der 1652 in Schweinfurt unter Johann Lorenz Bausch gegründeten Academia Naturae Curiosorum, die er förderte durch eigene Beschreibungen und Forschungen, Themen waren zum Beispiel die Behandlung des Medinawurms oder die Beschreibung der Bezoare. Briefwechsel führte er auch mit dem Augsburger Stadtarzt Georg Hieronymus Welsch und Johann Conrad Brunner. Noch vor seinem ebenfalls aus Schaffhausen stammenden Schüler und späteren Freund Johann Conrad Peyer fand Wepfer an Tierdärmen die später nach Peyer benannten Peyer-Plaques und lieferte, auch dies vor seinem Schüler Johann Konrad Brunner, eine Erstbeschreibung der später nach Brunner benannten menschlichen Duodenaldrüsen.
Sein Sohn war der Mediziner Johann Conrad Wepfer (1657–1711), der ebenfalls Mitglied der Gelehrtenakademie „Leopoldina“ wurde.

## Ehrungen
Nach ihm ist die Pflanzengattung Wepferia Heist. ex Fabr. aus der Familie der Doldenblütler (Apiaceae) benannt worden.

## Werke
- Joh. Jacobi Wepferi Historia Cicutae aquaticae : qua non solum plantae huius venenatae structura naturalis, vires et operationes deleteriae in hominibus ac brutis adcurate describuntur, sciteque explicantur ; sed et aliorum quamplurimorum venenorum qualitates funestae aperiuntur. Officina Episcopiana, Basileae 1716 Digitalisierte Ausgabe der Universitäts- und Landesbibliothek Düsseldorf